# Вестдейк, Симон

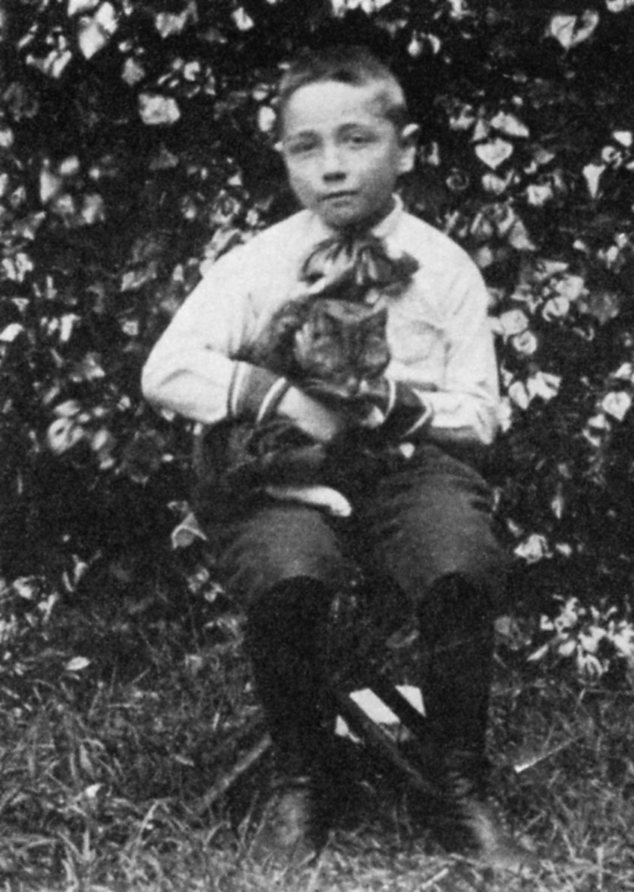
Симон Вестдейк в детстве

Симон Вестдейк (нидерл. Simon Vestdijk; 17 октября 1898 — 23 марта 1971) — нидерландский писатель и поэт, автор более семидесяти романов, рассказов, стихов, литературоведческих монографий. В послевоенный период считался живым классиком.

## Творческая биография
Родился в маленьком городке Харлинген, дед его был подкидышем и получил свою фамилию от пересечения улиц, на которых его нашли. Отец писателя, в прошлом унтер-офицер, хотел, чтобы из сына получился настоящий бюргер. У Симона тяга к искусству обнаружилась ещё в детстве: он рисовал, играл на фортепиано и писал стихи.
После окончания гимназии (где он учился с Яном Слауэрхофом), Вестдейк поступил на медицинский факультет Амстердамского университета. В медицине его более всего привлекала психология. В 1927 году, окончив университет, он в качестве судового врача совершает плавание в Нидерландскую Ост-Индию (так называлась в то время Индонезия).
Вернувшись в Голландию, он поселяется в Гааге, и в течение ряда лет ведет частную практику, пока в 1932 году неожиданно для окружающих не решает всецело посвятить себя литературе. В 1930 году он пишет стихи и — по собственному признанию — «в течение полутора лет написал стихов на шесть сборников». В 1933 году приступает к 940-страничному роману «Ребёнок и четыре женщины», который заканчивает менее чем за четыре месяца.
В числе писателей, которых С. Вестдейк упоминает в качестве своих духовных учителей, он называет Л. Н. Толстого и Ф. М. Достоевского. Из писателей XX века выделяет Томаса Манна, Марселя Пруста, Уильяма Фолкнера.
Вестдейк видит главную угрозу человеческой личности в буржуазном обществе и, как это называют немцы, в буржуазной Mentalität (ментальности).
В 1934 году Вестдейк входит в состав редакции «Форума», литературно-художественного журнала, сотрудничает в это время в журнале «Гроот Нидерланд» (1931—1941), ведёт критический раздел в газете «Ньиве Роттердамсе курант» (1934—1939).
После оккупации Германией 4 мая 1942 года Вестдейк взят в качестве заложника и заключен в лагерь, расположенный в бывшем монастыре Синт-Михиль. В этом же году нацисты установили Kultuurkamer (Палату культуры), только вступив в которую, писатель имел право на публикацию.
В марте 1943 года его перевели в схевенингенскую тюрьму (впечатления от пребывания в ней вошли в роман «Пастораль сорок третьего года») и через месяц выпустили на свободу.
Уединившись в деревушке Доорн, он снова приступил к работе и с 1942 по 1944 г. опубликовал в нелегальных издательствах несколько стихотворных сборников, рискуя жизнью, прятал в своем доме двух беженцев, которые благодаря Вестдейку смогли дожить до освобождения.
После войны публикует два романа, посвященных движению Сопротивления: роман «Пастораль сорок третьего года» (1949) и «Праздник освобождения» (1949); завершает пять книг своей эпопеи об Антоне Вахтере (1948—1950); пишет трилогию «Симфония Виктора Слингеланда» (1956—1958).
31 раз номинировался на Нобелевскую премию по литературе с 1950 по 1971 годы.

## Награды
Лауреат Нидерландской литературной премии за 1971 год.

### Романы
- «Ребенок и четыре женщины» (1933), опубликовано в 1972 году.
- «Сошествие в ад господина Фиссера» (1936).
- «Эльза Бёлер, немецкая служанка» (1935) — сатирический антифашистский роман.
- «Пятая печать» (1937) — роман об Эль Греко.
- «Последние дни жизни Пилата» (1938) — роман о Древнем Риме.
- «Остров рома» (1940) — роман о работорговле на Ямайке.
- «Пастораль сорок третьего года» (1949) — антивоенный и антифашистский роман.
- «Праздник освобождения» (1949).
- «Кельнер и живущие» (1949).
- «Медная музыка» (1950).
- «Симфония Виктора Слингеланда» (1954—1958).
- «На глубине пяти сажен» (1969).

### Эпопея об Антоне Вахтере
8 романов, дающих картину современной жизни Голландии, описывающих внутренний мир человека XX века от его рождения до зрелых лет в традиции «романа воспитания» — жанра, широко распространенного в XIX веке.

### Рассказы
- «Три ландскнехта». Перевод И. Волевич.
- «Раз, два, три, четыре, пять». Перевод К. Федоровой.
- «Переправа». Перевод К. Лукьянова.
- «Исчезновение часовых дел мастера». Перевод Ю. Сидорина.
- «Неверующий фараон». Перевод А. Орлова.
- «Вьюнок и буря». Перевод А. Орлова.